# Генрі Голл (єгиптолог)
Генрі Реджинальд Голланд Голл (англ. Henry Reginald Holland Hall; 30 вересня 1873, Рим — 13 жовтня 1930, Лондон) — англійський історик, археолог і єгиптолог, відомий своїми розкопками в Єгипті та Межиріччя.

## Біографія
Генрі Р. Г. Голл народився в сім'ї сера Сідні Прайора Голла, портретиста і ілюстратора газети «The Graphic», та Ганни Голланд. Відвідував Торговельну школу Тейлора в Лондоні (англ. Merchant Taylors' School), з раннього віку проявив інтерес до історії і, зокрема, до Стародавнього Єгипту. У віці 11 років написав історію Персії, а в 16 вже непогано розбирався в давньоєгипетській мові.
Вивчав класичні науки в Коледжі Святого Іоана в Оксфорді, а також історію й мову Єгипту під керівництвом єгиптолога Френсіса Левеліна Гріфіта, у 1895 році отримав ступінь бакалавра мистецтв, у 1897 році — магістра, а згодом, у 1920 році, доктора літератури.
У 1896 році Генрі Голл став працювати асистентом Е. А. Волліса Баджа в Британському музеї, ставши асистентом хранителя відділу єгипетських і ассирійських стародавностей у 1919 році. Після виходу Баджа на пенсію в 1924 році зайняв місце хранителя цього відділу, обов'язки якого виконував до самої смерті в 1930 році.
У 1903—1907 роках Голл працював на розкопках Дейр ель-Бахрі разом з Едуардом-Анрі Навілем і Едвардом Расселом Айртоном. У 1910 і 1925 роках брав участь в експедиціях Єгипетського дослідницького товариства в м. Абідосі.
В роки Першої світової війни був прикріплений до воєнного відділу прес-бюро, а в 1916 році перейшов у відділ розвідки. При виході у відставку був посвячений в Члени Ордену Британської імперії (MBE).
Наукові інтереси Голла не обмежувались проблемами єгиптології; після війни від імені Британського музею він проводив археологічні дослідження в Межиріччі — в Урі і Тель-Обейді. Подорожував Грецією і у західній частині Азії, опублікував шерег праць з історії цих регіонів; Голл цікавився навіть історією Стародавнього Китаю.
Він був чудовим оратором, відзначався енциклопедичними знаннями в своїй галузі й завжди мав великий успіх у публіки, демонструючи археологічні знахідки та розповідаючи про відкриття. Він часто писав короткі статті й замітки в різних виданнях, було опубліковано понад 100 його повідомлень в академічних журналах, в тому числі в «англ. Journal of Egyptian Archaeology» і в «англ. British Museum Quarterly». Статті Голла є в «Cambridge Ancient History», а також в енциклопедії «Британіка».
Після повернення з Брюсселю з семінару єгиптологів Голл застудився. Він не зміг одужати й помер в м. Лондоні від пневмонії 13 жовтня 1930 року, у віці 57 років.

## Праці
- (англ.)Henry R.H. Hall, «The Oldest Civilization of Greece», 1901.
- (англ.)Henry R.H. Hall, «Coptic and Greek Texts of the Christian Period in the British Museum», 1905, London.
- (англ.)Henry R.H. Hall и L.W. King, «Egypt and Western Asia in the light of Recent Discoveries», 1907.
- (англ.)Édouard Naville, Henry R.H. Hall, et.al., «The Eleventh Dynasty Temple at Deir el Bahari», 3 vols., 1907-13.
- (англ.)Henry R.H. Hall, «Hieroglyphic Texts in the British Museum», vols ii-vii, 1912-25, London.
- (англ.)Henry R.H. Hall, «Ancient History of the Near East from the earliest Times to the Battle of Salamis», 1913.
- (англ.)Henry R.H. Hall, with Édouard Naville and T.E. Peet, «Cemeteries of Abydos», vol i, 1914.
- (англ.)Henry R.H. Hall, «Aegean Archaeology», 1915.
- (англ.)Henry R.H. Hall, C.L. Woolley, et.al., «Al 'Ubaid», 1927.
- (англ.)Henry R.H. Hall, «A General Introductory Guide to the Egyptian Collections in the British Museum», 1930, London.